# Жалоба влюблённой
«Жа́лоба влюблённой» или «Плач влюблённой» (англ. A Lover's Complaint) — поэма, авторство которой обычно приписывается Уильяму Шекспиру.
Поэма впервые напечатана в 1609 году, в первом полном издании сонетов Шекспира. Некоторые шекспироведы (например, Дж. М. Робертсон и Э. К. Чэмберс) приписывают её авторство первому переводчику Гомера на английский язык Джорджу Чапмену.

## Стихотворная форма
Поэма состоит из 47 семистрочных строф с королевской рифмой (рифма вида ababbcc), размер и структура стихотворения идентичны другой поэме Шекспира «Обесчещенная Лукреция».

## Сюжет
Рассказчик видит на берегу реки молодую девушку, бросающую в воду разорванные письма, украшения и другие любовные безделушки. Старик спрашивает её о причине горя, и она рассказывает ему о своём бывшем любовнике, который преследовал, соблазнил, а потом бросил её. Она заканчивает свой рассказ признанием, что отдалась бы ему ещё раз:
«О, влажный блеск предательских очей,
Жар темных щек, и вздох, и лепет каждый!
Вдруг вновь он в жизни явится моей -
Обман, что утолял всю муку жажды?
Вновь вкрадется к обманутой однажды?
Увы! Боюсь, что я не устою
И снова жизнь отдам ему свою!»

## Проблемы авторства
Несмотря на издание в сборнике сонетов Шекспира, некоторые критики часто сомневаются в её авторстве. «Жалоба влюблённой» содержит многие слова и языковые формы более не встречающиеся в шекспировских произведениях, включая архаизмы и латинизмы, а некоторые её места иногда считаются неудачными по ритмическому рисунку и рифмовке. Однако другие критики высоко оценивают поэму — Эдмонд Малоун назвал её «прекрасной» — и находят тематические параллели с такими шекспировскими произведениями как «Всё хорошо, что хорошо кончается» и «Мера за меру». Некоторые также считают сюжет поэмы похожим на классические любовные треугольники шекспировских сонетов: молодая женщина, пожилой человек и соблазнительный поклонник. Джон Маккинон Робертсон в 1917 году опубликовал статью, утверждающую, что эту поэму, как и приписываемую Шекспиру пьесу «Тимон Афинский», написал Джордж Чапмен. Тем не менее, в XX веке в академической научной среде установился консенсус в том, что поэму написал Шекспир, в частности, благодаря исследованиям Кеннета Мура и Элиота Слейтера.

## Переводы
- Перевод Т. Л. Щепкиной-Куперник, 1949 год
- Перевод В. В. Левика
- Перевод С. Кадетова, 2008 год.